# Tom Foucault
Tom Foucault, né le 19 mars 1994, au Mans, en France, est un joueur français de basket-ball. Il évolue aux postes de meneur et d'arrière.

## Palmarès
- Leaders Cup 2014